# رابرت پیرس (کشتی‌گیر)
رابرت پیرس (انگلیسی: Robert Pearce; ۲۹ فوریهٔ ۱۹۰۸ – ۱۵ مارس ۱۹۹۶) کشتی‌گیر اهل ایالات متحده آمریکا بود.